# Casa Rull (Reus)
La casa Rull, actual sede del Instituto Municipal Reus Cultura, está situada en el número 27 de la calle de San Juan de la ciudad de Reus, provincia de Tarragona, España. La casa fue proyectada en el año 1900 por el arquitecto Lluís Domenech i Montaner, por encargo de Pere Rull i Trilla, notario de Reus. Desde 1925 es propiedad del Ayuntamiento de esta ciudad. Al lado se encuentra la Casa Gasull, otro edificio diseñado por el mismo arquitecto hecha el 1911.
El edificio es portador de múltiples valores arquitectónicos, históricos, artísticos, culturales y sociales por lo que fue declarado Bien de Interés Cultural en el año 2004.

## El edificio

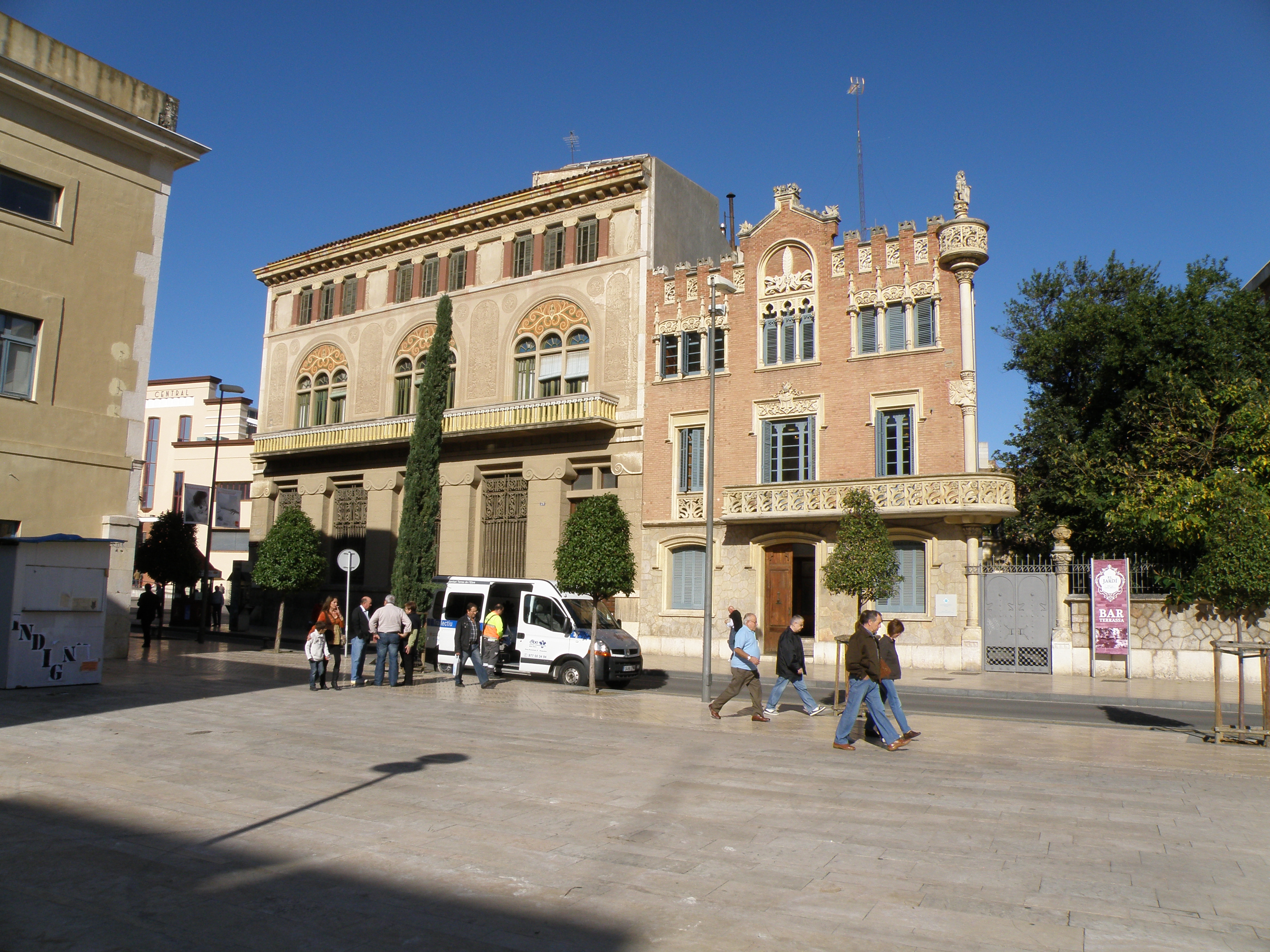
Casa Gasull y Casa Rull

Considerada en su conjunto, se inscribe dentro de la corriente modernista neomedieval cuyos rasgos se convierten en una constante en la obra de Domènech i Montaner.  
El edificio se desarrolla en un cuerpo compacto adosado a una pared medianera por el lado de poniente. 
Tiene planta rectangular y consta de planta baja y dos pisos. 
La escalera, que está rematada con una claraboya a dos vertientes, se sitúa en el centro de la edificación.  
Las fachadas, una a la calle de San Juan y dos al jardín de la propia parcela, tienen una composición ecléctica dentro del estilo modernista con elementos decorativos naturalistas y alegorías a la profesión de su propietario. 
La fachada principal presenta una distribución simétrica, rota únicamente por un balcón de piedra con decoración floral sinuosa, muy utilizada en otras obras del arquitecto, que recorre parcialmente el primer piso y forma un ángulo redondeado al chaflán de la fachada lateral. 
La planta baja tiene una decoración muy simple. La puerta de acceso centrada se completa con una ventana a cada banda; las tres aperturas son de arco muy rebajado y se encuentran enmarcadas por un guardapolvo. 
La primera planta repite los tres vacíos con guardapolvos pero de líneas rectas. Además, la moldura central tiene unos motivos escultóricos florales con un escudo central. 
El segundo piso, si bien mantiene las tres aperturas de las otras plantas, las transforma en ventanas tripartitas divididas por columnas. Las columnas de las ventanas laterales acaban en pináculos ornados con motivos florales; la ventana central es insertada en una hornacina de grandes dimensiones pero de poca profundidad donde figuran las iniciales «P. R.» que flanquean una pluma. Estas letras hacen referencia a las iniciales del propietario del edificio, Pere Rull, y hace una alusión, con la pluma, a su oficio de notario. 
La fachada lateral y posterior sigue una composición similar a la primera, a pesar de que los motivos decorativos son diferentes. Hay cierta ruptura de la simetría en la fachada lateral (perpendicular a la calle de San Juan), a fin de unificar el conjunto exterior enlazando la fachada principal con la posterior, más sencilla. Como elemento de unión de las fachadas secundarias es interesante la balconada que las recorre, con barandilla de piedra a la fachada principal y de hierro forjado a las otras dos, que repiten el tema decorativo floral de la principal, con las líneas coup de fouet propias del Art Nouveau internacional. 
Su cubierta está formada por un tejado plano en la parte anterior sobre la calle de San Juan y una cubierta inclinada a dos vertientes en la parte posterior, sobre el jardín. Otro elemento remarcable de la casa Rull es el jardín que rodea la parte lateral y posterior. La columna exenta que recorre el ángulo formado por la fachada principal y la lateral, que hace de jamba a la puerta del jardín, atraviesa el balcón del primer piso y sirve de apoyo a un pequeño balcón redondeado situado al nivel del tejado. 
El coronamiento del edificio se hace de dos maneras: en la fachada principal y en la mitad contigua de la lateral, con almenas de regusto medieval; en el resto de la fachada lateral y la posterior, con cornisa encima con modillón. 
Este edificio es uno de los exponentes más representativos del movimiento modernista en Reus. La personalidad de su arquitecto encontró el complemento adecuado en la de su promotor, prohombre de la ciudad, con el que coincidía plenamente en las ideas. 
El edificio se percibe como una unidad artística. La ornamentación tiene un papel descriptivo al servicio de una buena lectura de los espacios y los sistemas constructivos con la intención de marcar la unidad del objeto arquitectónico. 
Las cuidadosas restauraciones realizadas por el arquitecto Joan Figuerola en los años 1989 (interiores) y 1996 (fachadas) han reforzado esta unidad y han recuperado todo el valor del edificio. 

## Historia
La Casa Rull fue proyectada en 1900 por el arquitecto Lluís Domènech y Muntaner por encargo del notario de Reus, Pere Rull y Trilla. Rull conocía el arquitecto porque era socio fundador del Instituto Pere Mata e ideológicamente eran alrededor de la Unión Catalanista. Fue vivienda particular hasta que en 1925 fue legada en el Ayuntamiento de Reus para que fuera utilizada como equipación cultural. Acogió el primer museo municipal y el archivo histórico, durante muchos años. Actualmente, el edificio es la sede de la Concejalía de Cultura. El año 1996 fue restaurada por el arquitecto Joan Figuerola. 